# Series originales: hecho en casa
Series originales: hecho en casa, también llamada Series originales: Hecho en México, es una barra de televisión producida por Televisa. Al principio estuvo compuesta por cuatro series que comenzaron a transmitirse el 14 de mayo de 2007: El Pantera, SOS, Y ahora qué hago? y 13 Miedos; tiempo después se produjeron y se emitieron más series aunque se dejó de pronunciar el nombre con la que se identifican dichos programas, dejando únicamente en pronunciarse en algunos comerciales de esas series.
Se cuenta con la participación de directores de cine, como Alejandro Lozano, Rigoberto Castañeda y Antonio Serrano.
Cada serie incluye en su mayoría 13 capítulos de una hora y se transmitieron en horario nocturno, muchas de ellas en Canal 5 de Televisa. Los programas fueron grabados en cine y en alta definición (HD), con lo que se logró, visualmente, un nivel de calidad sin precedentes en la televisión mexicana. 

## Producciones

### El Pantera
La primera temporada arrancó el 14 de mayo de 2007; la segunda temporada el 5 de mayo de 2008 y la tercera temporada el 6 de agosto de 2009. Cuenta la historia de un héroe solitario inspirado en un cómic, el cual convive día a día con la delincuencia y el crimen. La trama fue protagonizada por Luis Roberto Guzmán, Ignacio López Tarso, Raúl Padilla "Chóforo" e Irán Castillo, entre otros actores, bajo la producción de Rodolfo de Anda Gutiérrez.

### SOS
Producción de Benjamín Cann, Javier Williams y Andrea Salas, la primera temporada inició el martes 15 de mayo de 2007 y la segunda temporada el 6 de mayo de 2008.
Aborda la historia de cinco amigas con realidades distintas, con herramientas diferentes para enfrentar al mundo, pero con el concepto de solidaridad y de amistad entre ellas que las hace ser un grupo unido y fascinante.
Protagonizada por Susana Zabaleta (solo primera temporada), Claudia Ramírez, Susana González, Marina de Tavira y Luz María Zetina y la participación de Benny Ibarra, Julio Bacho, Miguel Rodarte, Azela Robinson, entre otros.

### Y ahora qué hago?
Serie producida por Adal Ramones, Yordi Rosado y Eduardo Suárez comenzó el jueves 17 de mayo y terminó el 9 de agosto de 2007.
Presenta una comedia de situación basada en la vida real del comediante y actor Adal Ramones, quien se quitó el disfraz de artista para mostrar al escritor, al ser humano común con su esposa e hija, así como con su representante y su psicólogo.
Mezcla de ficción y realidad, contó con las actuaciones de María José Suárez, Patricia, Julia Maqueo, Yolanda Martínez, Alejandro Calva, Anna Sobero y José María Negri.

### 13 Miedos
Aborda el género terror-suspenso, arrancó su primera temporada el viernes 18 de mayo de 2007, aunque tres semanas después cambió su horario a los jueves y finalizó el 9 de agosto de 2007.
Sus 13 episodios fueron producidos por Billy Rovzar, Fernando Rovzar y Fernando Sáenz, las historias realizadas corrieron a cargo de un equipo creativo y de producción, integrado por talentosos escritores, directores de fotografía y arte como Alejandro Lozano, Manuel Carballo, Rigoberto Castañeda y Álvaro Curiel.

### RBD: La familia
Inicio transmisiones el 14 de mayo de 2007 por televisión de paga; 6 de septiembre de 2007 por Canal 5. Realizada en formato de cine muestra el lado humano y profesional, privado y público de seis chicos ansiosos por mostrar al mundo su talento como agrupación musical. Esta serie fue producida por Pedro Damián y dirigida por Juan Carlos Muñoz, misma que concluyó transmisiones el 20 de diciembre de 2007.

### Terminales
Inicio transmisiones el 14 de mayo de 2007 (Estrenada por televisión de paga). Producida por Miguel Ángel Fox, la serie de corte dramático gira en torno a la vida de Abril Márquez una joven exitosa cuya vida se trunca por una enfermedad terminal, la serie es protagonizada por Ana Claudia Talancón, Alfonso Herrera, Andrés Almeida, Isela Vega, Opi Domínguez y Danny Perea.

### Los simuladores
Basada en un grupo de cuatro socios que se dedican al negocio de la "simulación", resolviendo los problemas y necesidades de sus clientes mediante lo que ellos denominan "operativos de simulacro" que suelen consistir en engañar a quienes generan los problemas de sus clientes (jefes, criminales, esposas, viudas, comerciantes inescrupulosos, etc.), ayudando así a sus clientes. Cuenta con las actuaciones de Tony Dalton, Alejandro Calva, Arath de la Torre y Rubén Zamora

### Mujeres asesinas
Producida por Pedro Torres y estrenada originalmente en el canal de TV por cable TVC, siendo una producción asociada a Televisa. La cuestión sobre qué es lo que lleva a una mujer a matar motiva a la doctora Sofía Capellán y a su equipo de expertos a resolver casos de homicidios perpetrados por mujeres, quienes, motivadas por diferentes motivos (como amor, odio, rencor, venganza, locura, desesperación, temor, ira, adicción, salvación o redención), son capaces de quitarle la vida a otro ser humano. Ha sido una de las series con más controversia por el contenido y la trama que gira en esa serie.

### Ellas son... la alegría del hogar
Es una serie de televisión mexicana, producida, dirigida y protagonizada por Eugenio Derbez, además de Elías Solorio. Carolina Rivera (XY), Anahí López y Eduardo Ruiz son los responsables del libreto y han trabajado en películas como "Todo el poder", "Niñas mal" y "Amar te duele". Consta de 13 capítulos en formato de alta definición (HD) y se estrenó el 26 de abril de 2009 y concluyó el 19 de julio por el canal One de cablevision y se estrenó por televisión abierta el 10 de enero de 2010. 

### María de todos los Ángeles
Esta nueva comedia televisiva está protagonizada y creada por la comediante Mara Escalante y escrita por José Luis Guarneros, bajo la producción ejecutiva de André Barren. Comenzó a emitirse el 2 de agosto de 2009 por el Canal de las estrellas, se espera el estreno de la segunda temporada a mediados del 2013.
Nota: La serie cuenta con una historia original.

### Glam Girls
Es una serie de televisión mexicana, que trata sobre los diferentes personajes que forman parte de Glam Magazine: una de las revistas más prestigiadas del mundo de la moda. La serie se empezó a emitir el jueves 21 de mayo de 2009 en México a través de Telehit. La primera temporada consta de 13 episodios dirigidos por Bernardo Serna y es producida por Raquel Rocha y Carlos Murguía. Esta es la primera serie original que produce y transmite el canal musical Telehit.

### Hermanos y Detectives
Es una serie mexicana, adaptación de la serie argentina del mismo título creada por el autor y director argentino Damián Szifron. Serie producida, dirigida y protagonizada por Eugenio Derbez, además de Elías Solorio. Carolina Rivera, Anahí López y Eduardo Ruiz son los responsables del libreto. Consta de 13 capítulos en formato de alta definición (HD) y se estrenó el 26 de abril de 2009 y concluyó el 19 de julio de 2009 por SKY One de SKY y se transmitió por televisión abierta el 10 de enero de 2010. Esta serie es uno de los conceptos originales que incluye Grupo Televisa en su programación. La serie se desarrolla en torno a las vivencias de las empleadas domésticas.
Nota: La serie cuenta con una historia original.

### Locas de amor
Es una serie de televisión, adaptación de la serie argentina homónima que consta de 13 episodios dirigidos por Francisco Franco, Producida por Carmen Armendáriz, el guion está adaptado por Jaime García Estrada y Orlando Merino, y protagonizada por Daniel Giménez Cacho, Cecilia Suárez, Ilse Salas y Ximena Ayala. Juana, Sofía y Eva sufren de locura provocada por la falta de amor pero no todo está perdido, ya que el doctor Quijano tiene un plan para aliviar sus males. Se estrenó el 18 junio de 2009 por Unicable y en televisión abierta el 3 de mayo.

### Morir en martes
Es una serie de televisión que consta de 16 episodios dirigidos por Bernardo Serna, Producida por Carlos Murgía y Raquel Rocha, el guion está escrito por Daniela Richer, y protagonizada por Fernando Noriega y Elizabeth Valdez. Es filmada en Monterrey. Un detective bastante joven e inexperto que está tras el caso de una estudiante que es encontrada asesinada en el primer capítulo. Es realizada por la casa productora regiomontana M.R. Entertainment. Se estrenó el 1 de junio de 2010 en Telehit.
Nota: La serie cuenta con una historia original.

### Los héroes del norte
Es una serie de televisión creada por Gustavo Loza y protagonizada por Humberto Busto, Miguel Rodarte, Armando Hernández, Andrés Almeida y Marius Biegai. Es una serie musical con comedia de situación y consta de 18 capítulos. Es considerada la serie con mayor éxito de Televisa debido a que se ha llevado un sinfín de repeticiones de sus dos temporadas en los canales de Canal 5 y en Bandamax.

### El Equipo
Es una serie policiaca producida por Pedro Torres, Iván Aranda y Luis Felipe Ibarra, protagonizada por Alberto Estrella, Alfonso Herrera, Fabián Robles, Zuria Vega, Claudia Álvarez, Roberto Blandón y Emilio Echevarría.
Esta serie estaba supuesta a llamarse El Grecco pero cambió de nombre a El Equipo.
se estrenó el 9 de mayo a partir de las 10:00 p. m. por el Canal de las estrellas.

### El Diez
Protagonizada por Alfonso Herrera y Martha Higareda, la serie pretendió ser uno de los platos fuertes en el 2011. Trata sobre un futbolista que es el jugador más importante de su equipo, pero tiene problemas con su fama. Es una producción de Nala Films y Lemon Films para Televisa y constará de 13 episodios.

### Cloroformo
Es una serie de televisión creada por Gustavo Loza y protagonizada por Tenoch Huerta, Zuria Vega, Alex Perea, Gustavo Sánchez Parra y Oswaldo Benavides. Es una serie de drama en que consiste en el mundo del box y consta de 13 capítulos.

## Producciones futuras
Cabe destacar que el siguiente listado de estas series no da por confirmado si se emitirá o se encuentra en fase de producción.

### Coqueteando con la muerte
Es un spin-off del cortometraje Flirting with Death que realizó Fernando Lebrija en 2003. La serie lleva dos años preparándose y en su momento José Bastón, directivo de televisa, reconoció que era una de las muchas barajas que tenían guardadas bajo la manga. Coqueteando con la muerte es una comedia oscura y tiene que ver con lo que es el cielo, el infierno y el purgatorio.

### Chanoc: La Leyenda
Basada en la historieta de Chanoc y protagonizada por Aarón Díaz, Manuel Valdés y Blanca Soto. Constará de 13 episodios dirigidos por René Cardona III.

### Camp
Es un spin off de la telenovela Atrevete a soñar, en esta serie narrarán cómo el personaje de 'Patito' se convierte en mujer, con las ilusiones que ello conlleva. Protagonizada por Violeta Isfel y Eleazar Gómez. Constará de 16 episodios.

### Derecho de Sangre
Es un remake en formato de cine de la telenovela Cuna de lobos. Constará de 13 episodios dirigidos por Carlos García Agraz y protagonizada por Rebecca Jones, William Levy, Danna García, Rafael Amaya, Dominika Paleta y Manuel Ojeda.